# Judéo-catalan
Le judéo-catalan est une variante hypothétique de la langue catalane médiévale. Si l'existence d'un vocabulaire spécialisé propres aux communautés juives de l'Aragon ont pu être mise en évidence, les études contemporaines semblent s'orienter vers l'absence d'une langue ou d'un dialecte séparé.

## Présentation
À l'instar du judéo-espagnol, dialecte juif du castillan, une hypothèse a été l'existence d'un dialecte du catalan ou d'une langue basée sur le catalan, propre aux katalanim, les juifs de la couronne d'Aragon, en Catalogne, aux Baléares ainsi que de la communauté valencienne avant le XVIe siècle. 
Cette hypothèse a été avancé avec la découverte de plusieurs textes issus des communautés juives. Ceux-ci sont écrits soit en avec l'alphabet latin soit en aljamiado, c'est-à-dire du catalan écrit avec les alphabets arabes ou hébraïques. Ces textes se retrouvent dans les villes et territoires où se trouaient des juiveries catalanes : les villes de la couronne d'Aragon. À noter qu'à Barcelone se trouvait la plus grande juiverie, en termes du nombre d'habitants, de la péninsule Ibérique. La production connut un apogée du XIIe siècle jusqu'au début des persécutions anti-juives de 1391 où les communautés émigrent massivement vers l'Afrique du Nord et l'Algérie notamment.
À partir de 1492, avec l'arrivée massive des juifs expulsés de la couronne de Castille - qui parlaient judéo-espagnol, on perd toute trace de textes s'apparentant au judéo-catalan,
Cependant, si l'existence d'une production écrite juive en catalan et l'existence d'un vocabulaire spécialisé sont bien attestés, l'existence d'une langue séparée ou d'un dialecte distinct ont été des sujets de débats dans les années 1990. En 1993, des auteurs comme Paul Wexler défendaient son existence . 
Dans les années 2010, le débat semble s'orienter vers une réponse négative. Il est généralement compris que « les preuves de son existence sont faibles, bien que l'on connaisse quelques textes qui combinent catalan et hébreu, et la question est plutôt controversée » (Argenter, 2013, pp 148-149). Dans l'une des rares recherches sur le sujet, Feliu et Ferrer (2011) ont analysé un ensemble de textes notariaux de 1443, et concluent que leur analyse « nous permet de signer le certificat de décès d'un fantôme linguistique - le prétendu 'dialecte judéo-catalan' qui ne fut jamais » (p. 59). Une étude ultérieure de quelques chansons de la même période suggère l'existence d'un « répertoire linguistique des Juifs de la Catalogne médiévale », mais ne prouve pas l'existence d'un dialecte en tant que tel